# Yawning Man
Yawning Man ist eine amerikanische Rockband, die 1986 in Kalifornien gegründet wurde. Sie gilt als einer der Begründer des Desert Rock und wurde schon weit vor Veröffentlichung des ersten Studioalbums im Jahr 2005 durch so genannte generator parties bekannt. Yawning Man verzichtet fast vollständig auf Gesang, nur auf einigen wenigen älteren Stücken ist Bassist Mario Lalli als Sänger zu hören.

## Bandgeschichte
Yawning Man wurde 1986 von den Gitarristen Gary Arce und Dino Lalli, Lallis Cousin Mario Lalli am E-Bass und Schlagzeuger Alfredo Hernández gegründet. Ihre Wurzeln hatten Gary Arce und Mario Lalli in der Punkszene. Das Quartett lebte in einem Haus in La Quinta im Süden des US-Bundesstaats Kalifornien, das den Eltern von Mario Lalli gehörte. Der Bandname Yawning Man ist der Name einer Figur aus dem Spielfilm Der kleine Däumling. Die Musiker besuchten gemeinsam Konzerte in Los Angeles, wo sie den Filmemacher und Musiker Dave Travis kennenlernten. Dieser erschien eines Tages in La Quinta mit einigen Freunden und einem Stromgenerator, was für die Band die Initialzündung für die so genannten generator parties (deutsch Generator-Party) darstellte. Travis fuhr danach regelmäßig an den Wochenenden mit der Band und ihrem Equipment in die kalifornische Wüste, wo Yawning Man mit Hilfe des Generators Konzerte gab, zu denen bis zu 500 Besucher kamen. Die Gruppe nahm dutzende LowFi-Stücke auf, ein Teil davon wurde 1986 als Demo The Birth of Sol veröffentlicht.
Anfang der 1990er Jahre nahm die Band eine längere Auszeit. Schlagzeuger Hernandez spielte ab 1994 zunächst bei Kyuss, später bei Queens of the Stone Age, Mario und Dino Lalli gründeten Fatso Jetson und Gary Arce spielte zunächst bei Ten East und später bei seiner eigenen Band Dark Tooth Encounter. 2002 fand sich das Quartett wieder zusammen, um mit den Arbeiten am ersten Studioalbum Rock Formations zu beginnen, das schließlich 2005 beim spanischen Label Alone Records erschien. Es folgten weitere Alben, an denen zahlreiche Gastmusiker mitwirkten, unter ihnen Mathias Schneeberger (Keyboards), Sara Ryan (Violine) oder Adolofo Trepiana (Bandoneon). Seit 2015 ist Yawning Man als reine Instrumental-Band in der Besetzung Gary Arce (Gitarre), Mario Lalli (Bass) und Bill Stinson (Schlagzeug) aktiv.

## Stil und Bedeutung
Die Musik von Yawning Man ist bis auf wenige ältere Aufnahmen rein instrumental mit einer von Melancholie getragenen psychedelischen Grundstimmung. Der Sound wird als atmosphärisch beschrieben, das Online-Magazin laut.de vergleicht ihn mit einem „Sonnenaufgang im Death Valley“ und bezeichnet Yawning Man in einer Albumkritik zu The Revolt Against Tired Noises als Gründungsväter der Stilrichtung Desert Rock. Der 16-jährige Brant Bjork sah gemeinsam mit Freunden Yawning Man mehrfach bei ihren Generatorpartys, was ihn eigenen Angaben zufolge zur Gründung der Band Kyuss inspirierte. So coverte Kyuss auf ihrem 1995er Album …And the Circus Leaves Town das Instrumental Catamaran. Das Musikmagazin Metal Hammer schreibt, dass Kyuss zwar Väter des Stoner Rocks seien, Yawning Man aber als die Großväter dieser Stilrichtung gelten müssten. Yawning-Man-Gitarrist Mario Lalli stand im Zentrum der Desert-Rock-Bewegung, und Gitarrist Josh Homme zählt ihn zu seinen stilprägenden Vorbildern.

## Diskografie
- 1986: The Birth of Sol (Demo)
- 2005: Rock Formations (Studioalbum, Alone Records)
- 2005: Pothead (EP, Alone Records)
- 2007: Vista Point (Kompilation, Lexicon Devil)
- 2010: Nomadic Pursuits (Studioalbum, Cobraside)
- 2013: untitled (Split mit Fatso Jetson, Eigenproduktion)
- 2015: Lve at Maximum Festival (Live-Album, Go Down Records)
- 2016: Historical Graffiti (Studioalbum, Lay Bare Recordings)
- 2018: The Revolt Against Tired Noises (Studioalbum, Heavy Psych Sounds)
- 2019: Macedonian Lines (Studioalbum, Heavy Psych Sounds)
- 2023:  Long Walk Of the Navajo (Studioalbum, Heavy Psych Sounds)

## Belege
1. 1 2 3 4 5  Shaun Prescott: Yawning Man: “A truck full of friends and a generator.” In: Cyclic Defrost. 7. Juli 2008, abgerufen am 16. September 2019 (amerikanisches Englisch).
2. ↑  Micha: Yawning Man – Gary Arce. In: metalnews.de. 24. September 2010, abgerufen am 16. September 2019.
3. ↑  Benjamin Troll: Wie ein Sonnenaufgang im Death Valley. laut.de, abgerufen am 13. September 2019.
4. ↑  Joel McIver: No One Knows: Die Queens Of The Stone Age Story. Bosworth Music, Berlin 2011, E-Book ohne Seitenangabe.
5. ↑  Johanna Huber: Für Fans von Kyuss: Diese Bands kommen direkt aus der Wüste. In: Metal Hammer. 23. Juli 2019, abgerufen am 16. September 2019.
6. ↑  Felix Zwinzscher: Desert Rock: Das ist der passende Sound für den Hochsommer. In: Die Welt. 19. Juli 2016, abgerufen am 16. September 2019.
7. ↑  Joel McIver: No One Knows. S. E-Book ohne Seitenangabe.